# Furmint

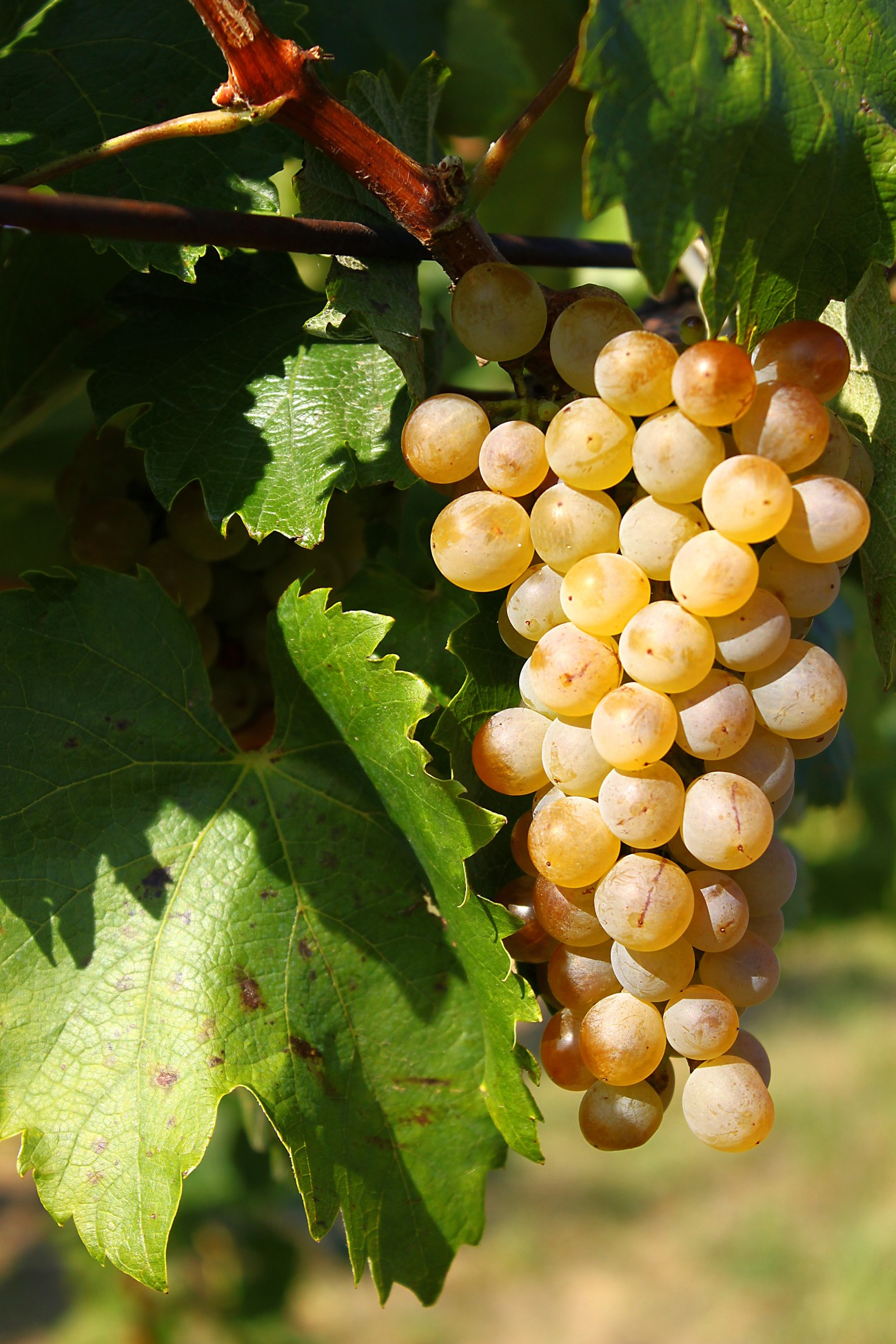
Furmint druif

De Furmint is een Hongaars druivenras. 

## Wijnen
Van de druif maakt men onder andere droge witte wijnen. De wijnen kenmerken zich door zuren en een kruidige smaak. 
De furmintdruif is voornamelijk te vinden in de Hongaarse wijnregio's Tokaj, Bükkalja en Somló. Furmint is een belangrijke component van de Tokaji Aszú ('Tokajer'), een zoete dessertwijn waar het hoge suikergehalte te danken is aan de edele rotting van de druiven.

## Gebieden
De gebieden waar de furmint is aangeplant, liggen voornamelijk in Hongarije. Bekend voor de wijnen van deze druif zijn de Hongaarse wijnregio's 
- Tokaj, waar de wijnen internationale bekendheid genieten. Sinds de invasie van Suleiman de Grote in de 16de eeuw werd aangemoedigd de druiven laat te oogsten ten gunste van de edele rotting. Tokaji aszú wordt in een document van 1571 genoemd.
- Bükkalja, waar voornamelijk witte wijnen van de furmintdruif vandaan komen.
- Somló in het comitaat Veszprém in het westen van Hongarije heeft de 315 hectare aan wijngaarden op een inselberg. De berg heeft een hoogte van 431 meter boven de zeespiegel en is een uitgedoofde vulkaan, die wordt omgeven door de vlakte van de Kleine Hongaarse Laagvlakte.

## Synoniemen[1]
- Allgemeiner
- Arany Furmint
- Beregi Furmint
- Bieli Moslavac
- Biharboros
- Bihari Boros
- Bihari Piros
- Biharo Boros
- Budai Goher
- Cimigera
- Csapfner
- Csillagvirága Furmint
- Damzemy
- Demjen
- Domjen
- Edelweiiser Tokayer
- Edler Weisser Tokayer
- Fehér Furmint
- Formint
- Formont
- Fourminte
- Furmin
- Furmint Bianco
- Furmint Blanc
- Furmint de Minis
- Furmint Fegiher
- Furmint Fehér
- Furmint Giallo
- Furmint Jaune
- Furmint Szagos
- Furmint Változó
- Furmint Yellow
- Furminth
- Galbena
- Gelber Moster
- Gemeiner
- Goergeny
- Goerin
- Goher Fehér
- Gorin
- Grasa de Kotnar
- Hólyagos Furmint
- Jardansszki Furmint
- Kéknyelű
- Keltertraube
- Kereszteslevelű Furmint
- Király Furmint
- Krhkopetec
- Ligetes Furmint
- Luttenberger
- Madarkas Furmint
- Mainak
- Maljak
- Malmsey
- Malnik
- Malvasia Verde
- Malvoisie Verte
- Malzak
- Mehlweiss
- Moscavac Bijeli
- Moslavac
- Moslavac Bijeli
- Moslavac Zuti
- Moslavina
- Mosler
- Mosler Gelb
- Mosler Gelber
- Mosler Traube
- Mosler Weiss
- Moslovac
- Moslovac Bijeli
- Moslovez
- Nemes Furmint
- Poam Grasa
- Poma Grasa
- Poshipon
- Posip
- Posip Bijeli
- Posip Veliki
- Posip Vrgonski
- Posipel
- Posipon
- Pospisel
- Rongyos Furmint
- Salver
- Sári Furmint
- Sauvignon Vert
- Schimiger
- Schmiger
- Seestock
- Seeweinbeere
- Shipo
- Shipon
- Shiponski
- Sipelj
- Sipon
- Slovenie
- Som
- Som Shipo
- Somszőlő
- Szala
- Szalai
- Szalai János
- Szalay Görény
- Szegszőlő
- Szegszolo
- Szegzoeloe
- Szigethy Szőlő
- Szigeti
- Toca
- Toca Tokai
- Tokai Krupnyi
- Tokaiskii
- Tokaisky
- Tokauer
- Tokay
- Tokayer
- Ungarische
- Vigalyos Furmint
- Weisser Landstock
- Weisser Mosler
- Weisslaber
- Weisslabler
- Weisslauber
- Zapfete
- Zapfner
- Zilavka